# Cleveland Open 2021
Il Cleveland Open 2021 è stato un torneo maschile di tennis giocato su campi in cemento indoor. È stata la terza edizione del torneo e faceva parte della categoria Challenger 80 nell'ambito dell'ATP Challenger Tour 2021. Si è giocato al Cleveland Racquet Club di Cleveland, Ohio, negli Stati Uniti, tra il 15 e il 21 marzo 2021.

## Partecipanti

### Teste di serie
| Nazionalità     | Giocatore            | Ranking* | Testa di serie |
| --------------- | -------------------- | -------- | -------------- |
| Australia       | James Duckworth      | 103      | 1              |
| Giappone        | Gō Soeda             | 144      | 2              |
| Ecuador         | Emilio Gómez         | 176      | 3              |
| Danimarca       | Mikael Torpegaard    | 190      | 4              |
| Stati Uniti     | Mitchell Krueger     | 205      | 5              |
| Canada          | Brayden Schnur       | 216      | 6              |
| Stati Uniti     | Thai-Son Kwiatkowski | 218      | 7              |
| Rep. Dominicana | Roberto Cid Subervi  | 231      | 8              |

* Ranking all'8 marzo 2021.

### Altri partecipanti
I seguenti giocatori hanno ricevuto una wild card per il tabellone principale:
- Liam Draxl
- Roy Smith
- Zachary Svajda

Il seguente giocatore è entrato in tabellone come Alternate:
- Lucas Catarina
- Evan King
- Nicolás Mejía

I seguenti giocatori sono passati dalle qualificazioni:
- Felix Corwin
- Alexis Galarneau
- Aleksandar Kovacevic
- Evan Song

## Punti e montepremi
| Torneo    | Torneo              | V     | F     | SF    | QF    | 2T  | 1T  | Q | Q2  | Q1  |
| Singolare | Punti               | 80    | 48    | 29    | 15    | 7   | 0   | 4 | 2   | 0   |
| Singolare | Premi in denaro ($) | 7 200 | 4 240 | 2 510 | 1 460 | 860 | 520 | – | 260 | 130 |
| Doppio    | Punti               | 80    | 48    | 29    | 15    | –   | 0   | – | –   | –   |
| Doppio    | Premi in denaro $   | 3 100 | 1 800 | 1 080 | 640   | –   | 360 | – | –   | –   |

## Campioni

### Singolare
Bjorn Fratangelo ha sconfitto  Jenson Brooksby con il punteggio di 7-5, 6-4.

### Doppio
Robert Galloway /  Alex Lawson hanno sconfitto  Evan King /  Hunter Reese con il punteggio di 7-5, 6(5)-7, [11-9].